# Angela Colmellere
Angela Colmellere (Valdobbiadene, 20 settembre 1976) è una politica italiana.

## Biografia
Ha conseguito il diploma di maturità magistrale. In seguito si laurea in Scienze dell’educazione presso l’Università degli Studi di Ferrara. Insegna nella scuola primaria.
Dopo aver fatto parte del Consiglio comunale dal 2004 al 2009, dal 2009 al 2019 è stata sindaco di Miane, di cui è tuttora consigliere comunale e assessore alle Politiche sociali.
Alle elezioni politiche del 2018 è eletta deputata della Lega Nord. È membro e segretaria dal 2018 della VII Commissione cultura, scienza e istruzione.
È stata relatrice alla Camera della legge 92/2019 che ha reintrodotto l'educazione civica nelle scuole.

## Vita privata
Si è sposata con rito civile nel luglio 2018 con Gianpaolo Bottacin, ex presidente della provincia di Belluno e consigliere regionale veneto della Lega. Il rito è stato celebrato dal presidente della Regione Veneto, Luca Zaia.